# Список польських імен
Список польських імен

## A
- Adam — Адам
- Adela — Адела
- Adelina — Аделіна
- Adolf — Адольф
- Adolfa — Адольфа
- Adolfina — Адольфіна
- Adrian — Адріан
- Adrianna — Адріанна
- Agatha — Аґата
- Agnieszka — Аґнєшка
- Albert — Альберт
- Alberta — Альберта
- Albin — Альбін
- Albina — Альбіна
- Alexander — Александер
- Alexandra — Александра
- Aleksy — Алексій
- Alfons — Альфонс
- Alfred — Альфред
- Alicja — Аліція
- Alina — Аліна
- Alois — Алоїз
- Aloisia — Алоїзія
- Aloysius — Алоїзіус
- Alojzy — Алойзій
- Amadeusz — Амадеуш
- Amalia — Амалія
- Ambrozja — Амброзія
- Ambroży — Амброжий
- Ananiasz — Ананіаш
- Anatol — Анатоль
- Andrzej — Анджей
- Aniela — Анела
- Angela — Анґела
- Anna — Анна
- Anina — Аніна
- Antoni — Антон
- Antonia — Антонія
- Antoniusz — Антоніуш
- Arkadiusz — Аркадіуш
- Arnold — Арнольд
- Arsenia — Арсенія
- Artur — Артур
- Atanazy — Атаназій
- August — Август
- Augusta — Августа
- Augustin — Августин
- Augustina — Августина

## B
- Balthasar — Бальтазар
- Barbara — Барбара
- Barnaba — Барнаба
- Bartholomiej — Бартоломій
- Bazyli — Базилій
- Beata — Беата
- Benedykt — Бенедикт
- Benedykta — Бенедикта
- Beniamin — Беньямін
- Bernard — Бернард
- Bernarda — Бернарда
- Berta — Берта
- Błażej — Блажей
- Blażena — Блажена
- Bogdan — Богдан
- Bogdana — Богдана
- Bogumił — Боґуміл
- Bogusław — Богуслав
- Bogusława — Богуслава
- Bolesław — Болеслав
- Bonifacy — Боніфацій
- Borzysław — Божислав
- Bożen — Божен
- Bożena — Божена
- Bożydar — Божидар
- Bronimierz — Бронімеж
- Bronisław — Броніслав
- Bruno — Бруно
- Brygida — Бриґіда
- Budzisław — Буджислав
- Budzisława — Буджислава

## C
- Carl — Карл
- Cecylia — Цецилія
- Celina — Целіна
- Cezaria — Цезарія
- Chociesław — Хочеслав
- Chocimira — Хочимира
- Chrystian — Христіан
- Chrystiana — Христіана
- Chryzostom — Хризостом
- Chwalibóg — Хвалибуг
- Chwalimir — Хвалимир
- Ciechomir — Чехомир
- Cyprian — Ципріан
- Czesław — Чеслав

## D
- Dagmara — Даґмара
- Dagobert — Даґоберт
- Damazy — Дамацій
- Damian — Даміан
- Daniel — Даніель
- Daniela — Даніела
- Danuta — Данута
- Daria — Дарія
- Dariusz — Даріуш
- Dawid — Давід
- Dezyderiusz — Дезидеріуш
- Diana — Діана
- Dioniza — Діоніза
- Dionizy — Діонісій
- Długosław — Длуґослав
- Dobrogost — Доброґост
- Dobromił — Доброміл
- Dobroniega — Добронега
- Domicela — Доміцела
- Dominik — Домінік
- Dominika — Домініка
- Donat — Донат
- Dorota — Дорота
- Doroteusz — Доротеуш
- Dymitr — Димітр

## E
- Edmund — Едмунд
- Edwin — Едвін
- Edwina — Едвіна
- Edyta — Едита
- Egidiusz — Еґідюш
- Egon — Еґон
- Elena — Елена
- Eleonora — Елеонора
- Eliasz — Еліаш
- Eligiusz — Еліґюш
- Elisa — Еліза
- Elwira — Ельвіра
- Elżbieta — Ельжбєта
- Emanuel — Емануель
- Emeryk — Емерик
- Emil — Еміль
- Emilia — Еміля
- Emma — Емма
- Epifani — Епіфані
- Erazm — Еразм
- Ernest — Ернест
- Ernestyna — Ернестина
- Erwin — Ервін
- Eryk — Ерик
- Estera — Естера
- Eugenia — Еуґеня
- Eugeniusz — Еугенюш
- Eustachiusz — Еустахюш
- Ewa — Ева
- Ewaryst — Еварист
- Ewelina — Евеліна

## F
- Fabian — Фабʼян
- Fabiana — Фабʼяна
- Fabiusz — Фабюш
- Faustyn — Фаустин
- Felicja — Феліця
- Feliks — Фелікс
- Ferdynand — Фердинанд
- Fidelius — Фіделюс
- Filip — Філіп
- Filipina — Філіпіна
- Flawia — Флавія
- Flawiusz — Флавіуш
- Flora — Флора
- Florentyn — Флорентин
- Florian — Флоріан
- Floryna — Флорина
- Fortunata — Фортуната
- Franciszek — Франчьшек
- Franciszka — Франчьшка
- Fryda — Фрида
- Fryderyk — Фридерик
- Fryderyka — Фридерика

## G
- Gabriel — Ґабрієль
- Gabriela — Ґабріеля

- Genowefa — Ґеновефа
- Georg — Ґеорґ
- Gerard — Ґерард
- German — Ґерман
- Gerta — Ґерта
- Gertruda — Ґертруда
- Gerwazy — Ґервазій
- Gilbert — Ґільберт
- Gizela — Ґізела
- Gloria — Ґлорія
- Gniewomierz — Ґнєвомєж
- Godzimierz — Ґодзімєж
- Gorzysław — Горислав
- Gościmił — Ґошцімил
- Gościrad — Ґошцірад
- Gotard — Ґотард
- Gotfryd — Ґотфрид
- Grażyna — Ґражина
- Greta — Ґрета
- Gryzelda — Ґризельда
- Grzegorz — Ґжеґож
- Gustav — Ґустав

## H
- Hanna — Ганна
- Helena — Гелена
- Heliodor — Геліодор
- Henryk — Генрик
- Herkules — Геркулес
- Herman — Герман
- Hiacynta — Гіацинта
- Hieronim — Ієронім
- Hilaria — Іларія
- Hilary — Гіларі
- Hipolit — Іпполіт
- Honorata — Гонората
- Horacy — Горацій
- Hortensja — Гортензія
- Hubert — Губерт
- Huberta — Губерта
- Hugo — Гуґо

## I
- Ida — Іда
- Idzi — Ідзі
- Ignacy — Іґнацій
- Ignazia — Ігнація
- Inga — Інґа
- Innocenty — Інокентій
- Irena — Ірена
- Irma — Ірма
- Iwo — Іво
- Iwona — Івона
- Izabela — Ізабела
- Izydor — Ізидор
- Izydora — Ізидора

## J
- Jacek — Яцек
- Jadwiga — Ядвіґа
- Jagnieszka — Ягнешка
- Jakim — Яким
- Jakub — Якуб
- Jan — Ян
- Jana — Яна
- Janina — Яніна
- Januaria — Януарія
- January — Януарій
- Janusz — Януш
- Jarema — Ярема
- Jaromir — Яромир
- Jaroslaw — Ярослав
- Jarosz — Ярош
- Jerema — Єрема
- Jeronim — Єронім
- Jerzy — Єжи
- Joachim — Йоахім
- Joanna — Йоанна
- Jolanta — Йоланта
- Jona — Йона
- Jonasz — Йонаш
- Jonathan — Йонатан
- Jordan — Йордан
- Józef — Юзеф
- Józefa — Юзефа
- Józefina — Юзефіна
- Judyta — Юдита
- Julia — Юлія
- Julian — Юліан
- Juliusz — Юліуш
- Jur — Юр
- Justyna — Юстина
- Justynian — Юстиніан

## K
- Kajetan — Каєтан
- Karina — Каріна
- Karol — Кароль
- Karola — Карола
- Karolina — Кароліна
- Kasjan — Касьян
- Kasper — Каспер
- Katarzyna — Катажина
- Kazimierz — Казимир
- Kiejstut — Кейстут
- Kirył — Кирил
- Klarysa — Клариса
- Klaudia — Клавдія
- Klemens — Клеменс
- Klementyna — Клементина
- Konrad — Конрад
- Konstantyn — Константин
- Kora — Кора
- Kordelia — Корделія
- Kornel — Корнель
- Krystian — Кристіан
- Krystyna — Кристина
- Krzysztof — Кшиштоф
- Ksawery — Ксаверій
- Ksenia — Ксенія
- Kunigunda — Куніґунда
- Kornelia – Корнелія

## L
- Lambert — Ламберт
- Lasław — Ласлав
- Laurencjusz — Лауренцьюш
- Lazarz — Лазар
- Lea — Леа
- Lena — Лена
- Leokadia — Леокадія
- Leon — Леон
- Leonard — Леонард
- Leoncjusz — Леонцьюш
- Leonid — Леонід
- Leopold — Леопольд
- Leopoldyna — Леопольдина
- Liberat — Ліберат
- Lidia — Лідія
- Liliana — Ліліана
- Longin — Лонґін
- Luba — Люба
- Lubomir — Любомир
- Lucja — Люція
- Lucyna — Люцина
- Ludomir — Людомир
- Ludwik — Людвіг
- Luiza — Луїза
- Łukasz — Лукаш

## M
- Maciej — Мацей
- Magda — Маґда
- Magdalena — Маґдалена
- Maja — Майя
- Maksymilian — Максимільян
- Małgorzata — Малґожата
- Malwina — Мальвіна
- Manfred — Манфред
- Marcel — Марцель
- Marcela — Марцела
- Marcin — Марцин
- Marek — Марек
- Marga — Марґа
- Margareta — Марґарета
- Maria — Марія
- Marian — Маріан
- Marianna — Маріанна
- Mariusz — Маріуш
- Marta — Марта
- Martyn — Мартин
- Maryna — Марина
- Mateusz — Матеуш
- Matylda — Матильда
- Maura — Маура
- Maurycy — Маврицій
- Michał — Міхал
- Michel — Міхель
- Mieczysław — Мечислав
- Mikołaj — Миколай
- Milena — Мілена
- Miłosława — Милослава
- Miron — Мирон
- Mirosława — Мирослава
- Modest — Модест
- Monika — Моніка
- Mścisław — Мстислав

## N
- Napoleon — Наполеон
- Natalia — Наталія
- Nestor — Нестор
- Nicefor — Ніцефор
- Nikodem — Нікодем
- Nikola — Нікола
- Norbert — Норберт

## O
- Oda — Ода
- Odo — Одо
- Oktawiusz — Октавіуш
- Oleksander — Олександр
- Olga — Ольга
- Olgierd — Ольґерд
- Oliwia — Олівія
- Onufry — Онуфрій
- Orestes — Орестес
- Orszula — Оршула
- Oskar — Оскар
- Oswald — Освальд
- Otton — Оттон

## P
- Pabian — Пабіан
- Pakosław — Пакослав
- Pankracy — Панкрацій
- Patrycja — Патриція
- Patrycjusz — Патрицьюш
- Paulin — Паулін
- Paulina — Пауліна
- Paweł — Павел
- Petroniusz — Петроніуш
- Piotr — Пйотр
- Pius — Піус
- Poła — Пола
- Polikarp — Полікарп
- Prokop — Прокоп
- Przemek — Пшемек

## R
- Rachela — Рахела
- Racibor — Ратибор
- Racisława — Раціслава
- Radosław — Радослав
- Raimar — Раймар
- Radowit — Радовіт
- Radzimir — Радзімир
- Rajmund — Раймунд
- Rajmunda — Раймунда
- Rajnold — Райнольд
- Rebeka — Ребека
- Regina — Реґіна
- Renat — Ренат
- Renata — Рената
- Robert — Роберт
- Roch — Рох
- Roksana — Роксана
- Roland — Роланд
- Rolf — Рольф
- Roman — Роман
- Romuald — Ромуальд
- Rościsław — Ростислав
- Róża — Ружа
- Rozalia — Розалія
- Rudolf — Рудольф
- Rudolfina — Рудольфіна
- Rufin — Руфін
- Rut — Рут
- Ryszard — Ришард

## S
- Saba — Саба
- Sabina — Сабіна
- Sabrina — Сабріна
- Salwator — Сальватор
- Samuel — Самуель
- Sebastian — Себастьян
- Serafina — Серафіна
- Sergiusz — Серґіуш
- Seweryn — Северин
- Sławobor — Славобор
- Stanisław — Станіслав
- Stefan — Стефан
- Stella — Стелла
- Sybilla — Сибілла
- Sylwester — Сильвестер
- Sylwia — Сильвія
- Sylwiusz — Сильвіуш
- Szczęsny — Щенсни
- Szymon — Шимон
- Świętobor — Швєнтобор
- Świętosław — Швєнтослав

## T
- Tacjana — Тацьяна
- Tadeusz — Тадеуш
- Teodor — Теодор
- Teodora — Теодора
- Teofan — Теофан
- Teofil — Теофіл
- Teresa — Тереза
- Timoteusz — Тімотеуш
- Tobiasz — Тобіаш
- Tomasz — Томаш
- Tworzymir — Твожимир
- Tworzysław — Твожислав
- Tymoteusz — Тимотеуш
- Tytus — Титус
- Tymur — Тимур

## U
- Ulryk — Ульрик
- Ulryka — Ульрика
- Urban — Урбан
- Ursyn — Урсин
- Urszula — Уршула

## W
- Wacław — Вацлав
- Walenty — Валенти
- Walentyn — Валентин
- Walentyna — Валентина
- Walerian — Валеріан
- Walery — Валери
- Walter — Вальтер
- Wanda — Ванда
- Wawrzyniec — Вавжинєц
- Weronika — Вероніка
- Więcław — Вєнцлав
- Wiera — Віра
- Wiktor — Віктор
- Wiktoria — Вікторя
- Wiktoryn — Вікторин
- Wiktoryna — Вікторина
- Wilhelm — Вільгельм
- Wincenta — Вінцента
- Wincenty — Вінценти
- Wiola — Віола
- Wioletta — Віолетта
- Wirginia — Вірґінія
- Wit — Віт
- Witalis — Віталіс
- Witold — Вітольд
- Władysław — Владислав
- Władysława — Владислава
- Włodzimierz — Влодзімеж
- Włodziwoj — Влодзівой
- Włościsław — Влошціслав
- Wojciech — Войцех
- Wrocław — Вроцлав
- Wyszesław — Вишеслав
- Wyszesława — Вишеслава

## Z
- Zachariasz — Захаріаш
- Zbigniew — Збіґнєв
- Zbigniewa — Збіґнєва
- Zbysław — Збислав
- Zenobiusz — Зенобіуш
- Zenon — Зенон
- Zofia — Зофія
- Zuzanna — Зузанна
- Zygfryd — Зиґфрид
- Zygmunt — Зиґмунт
- Złata — Злата
- Żanna — Жанна
- Żegota — Жеґота
- Żelisław — Желіслав
- Żygmunt — Жиґмунт